# لئونورا بیلگر
لئونورا بیلگر (انگلیسی: Leonora Bilger؛ زاده ۳ فوریهٔ ۱۸۹۳ درگذشته ۱۹ فوریهٔ ۱۹۷۵) یک دانشمند بود.